# Col de l'Albula
Pour les articles homonymes, voir Albula.
Le col de l'Albula (romanche : ), situé à 2 312 m, relie Bergün/Bravuogn dans la vallée de l'Albula à La Punt dans la vallée de la Haute-Engadine. Point de passage au travers de la chaîne éponyme, le col est situé dans le canton des Grisons, en Suisse.
En raison de l'étroitesse de la route passant après la construction de la ligne de l'Albula, mais surtout en raison des conditions plus favorables du col du Julier quant au trafic, la route permettant l'accès au col est fermée chaque année de novembre à juin en raison du risque d'avalanche.

## Histoire

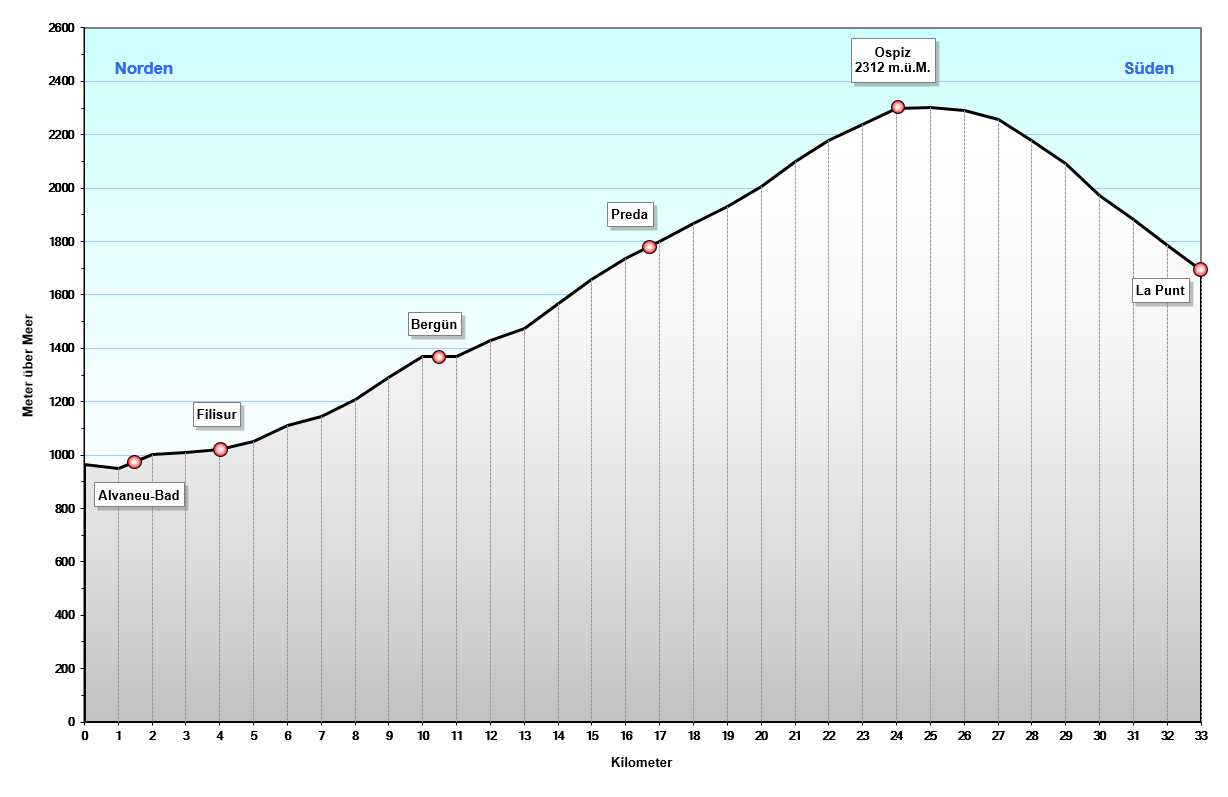
Profil altimétrique du col.

Praticable depuis 1695, il comporte un hospice à son sommet, autrefois destiné à héberger les voyageurs.

## Tourisme
Les trains touristiques Glacier Express et Bernina Express franchissent ce col dans un tunnel à 1 820 mêtres d'altitude et long de 5 865 m.

## Cyclisme
Le col est emprunté lors de la 5e étape du Tour de Suisse 2023. Dans la descente finale de l'Albula, Magnus Sheffield et Gino Mäder chutent à grande vitesse. Gino Mäder, retrouvé inerte dans l'eau, doit être réanimé sur place et transféré à l’hôpital. Le lendemain, son équipe Bahrain Victorious annonce son décès à 26 ans.